# Thống kê lãnh thổ
Thống kê lãnh thổ là việc phản ánh khách quan bằng số liệu sự phát triển và biến đổi của sự vật và sự việc, phân loại theo phương pháp thống kê học trên lãnh thổ để tổng hợp, so sánh, đối chiếu... mà tìm những quy luật, bản chất và đặc điểm của lãnh thổ. Thống kê lãnh thổ có tính tổng hợp, gồm diện tích lãnh thổ, các yếu tố tự nhiên - môi trường, dân cư - lao động, kinh tế - xã hội, cấu trúc hạ tầng, quan hệ giữa lãnh thổ này với lãnh thổ khác. Có thống kê toàn thế giới, thống kê các châu lục, các khu vực, các nước, các vùng, các đơn vị hành chính.